# Dridasena de Mágada
Dridasena foi um rei semilendário da dinastia de Briadrata que governou sobre Mágada em sucessão de Susrama, seu pai. Reinou entre 929 e 907 a.C., segundo algumas reconstituições. Foi sucedido por seu filho Sumati.